# WIND-SMILE
株式会社WIND-SMILE（ウィンドスマイル）は、産業用太陽光発電システムの設計、各種申請、施工、施工管理、販売並びにコンサルタント業務や小型風力発電システムの設計、施工、販売並びにコンサルタント業務、そして、自社発電システムによる売電事業を行う企業である。本社は東京都江東区に所在する。代表取締役は、福留修蔵。

## 沿革
- 2007年11月 - 株式会社WIND-SMILE設立
- 2014年4月 - 本社を東京都江戸川区に移転
- 2017年3月 - 本社を東京都江東区に移転